# Elena Conti
Elena Conti (Varese, 14 de febrero de 1967) es una bioquímica y bióloga molecular italiana. Ejerce como directora del Instituto Max Planck de Bioquímica en Martinsried, Alemania, donde lleva a cabo investigaciones sobre el transporte y el metabolismo del ARN. Junto con la uruguaya Elisa Izaurralde, ayudó a caracterizar proteínas importantes para exportar ARN mensajero fuera del núcleo celular.

## Biografía

### Primeros años y educación
Tras graduarse en química en la Universidad de Pavía en 1991, Conti obtuvo un doctorado en cristalografía de las proteínas del Colegio Imperial de Londres en 1996, con una tesis sobre la estructura cristalina de la enzima firefly luciferase.

### Carrera
Trabajó como líder de grupo en el Laboratorio Europeo de Biología Molecular en Heidelberg, Alemania, desde 1999 hasta enero de 2006, cuando se convirtió en directora y miembro científico del Instituto Max Planck de Bioquímica en Martinsried, Alemania. También es profesora honoraria de la Universidad Ludwig Maximilian de Munich, Alemania, desde 2007.